# Felip Ortiz
Felip Ortíz Martínez (Lleida, 27 de abril de 1977) é um ex-futebolista profissional espanhol que atuava como goleiro, medalhista olímpico.

## Carreira
Felip Ortíz representou a Seleção Espanhola de Futebol, nas Olimpíadas de 2000, medalha de prata. 